# Livoniana
Livoniana — рід доісторичних тетраподоморфів, що жили в девонський період (живетсько-франський етапи, приблизно 374—391 мільйон років тому). 
Цей вид є перехідною формою між рибою та найдавнішими тетраподами, такими як Tiktaalik, Ichthyostega та Acanthostega. До Лівонії були Elginerpeton і Obruchevichthys.
Чотири ноги розвинулися у воді, а не на суші, щоб краще рятуватися від водяних хижих істот, таких як Hyneria. Там були дуже пишні ліси, а особливо болота, де чотири кінцівки стали дуже корисними, щоб уникнути хижаків.